# The Long Road
The Long Road – czwarty studyjny album kanadyjskiej formacji Nickelback. Został wydany 22 września 2003 roku w Europie, oraz dzień później w Stanach Zjednoczonych. Album ukazał się nakładem wytwórni Roadrunner. Tym razem za produkcję krążka odpowiedzialni byli wokalista formacji, Chad Kroeger, oraz Joe Moi, który współpracował już z zespołem przy wydaniu poprzedniego krążka "Silver Side Up". Tytuł krążka "The Long Road", oznacza "długa droga", i opowiada on o tej długiej drodze jaką zespół musiał przebyć przez te wszystkie lata, aby znaleźć się w tym miejscu gdzie obecnie się znajduje. Materiał został nagrany w 2 studiach nagraniowych, w "Green House Studios", gdzie zespół nagrywa od 1998 roku, oraz w "Mountain View Studios" w Vancouver. Prace nad materiałem trwały przeszło ponad 4 miesiące. Album był promowany przez singel "Someday". Krążek nie powtórzył już tak ogromnego sukcesu jak poprzedni, ale mimo to zaledwie po 5 dniach od premiery uzyskał status złotej płyty w Wielkiej Brytanii, a w Stanach Zjednoczonych zadebiutował na 6 pozycji na liście Billboard 200. Krążek ostatecznie w samych Stanach pokrył się Potrójną platyną za sprzedaż ponad 3,100,000 kopii, w Kanadzie zyskał status poczwórnej platyny za sprzedaż 400,000 kopii albumu. Jest to zarazem ostatnia płyta nagrana z perkusistą Ryanem Vikedalem. W 2010 roku, magazyn "Billboard umieścił album na 157 pozycji, w zestawieniu na "200 najlepszych albumów dekady".

## Pisanie i nagrywanie
Po ogromnym sukcesie poprzedniego krążka, "Silver Side Up", zespół ruszył w światową trasę koncertową, która trwała aż do początku roku 2003. Od stycznia do lutego zespół zagrał jedynie 3 koncerty, w Nowym Jorku, Los Angeles oraz Londynie. Pisanie materiału na nowy album, zespół rozpoczął już podczas trasy "Silver Side Up Tour". To właśnie podczas tej trasy, swą premierę na żywo miały takie utwory jak "Do This Anymore" czy singlowy "Figured You Out". Następnie grupa powróciła do Kanady i rozpoczęła prace nad nagrywaniem kolejnego krążka. Prace nad płytą rozpoczęły się w kwietniu i trwały aż do sierpnia. Tym razem do udziału w produkcji albumu, grupa zaprosiła Joego Moi, (który współpracował już przy poprzednim krążku), Randy'ego Stauba, który był odpowiedzialny za miks albumu, oraz George'a Marino, który odpowiedzialny był za mastering. Krążek nagrywany był w studiu "Green House Studios" w Burnaby (gdzie zespół nagrywa od 1998 roku), oraz w studiu "Mountain View Studios" w Abbotsford w Vancouver. Sesja nagraniowa zakończyła się w sierpniu.
Tak proces nagrywania pod presją ciążącej na zespole po ogromnym sukcesie poprzedniej płyty wspomina w jednym z wywiadów basista grupy Mike Kroeger: "To trochę skomplikowane, ponieważ nie możesz zrobić czegoś zupełnie innego albo podejść do tego zupełnie inaczej niż robiłeś to wcześniej. Cały czas polega to na tym, aby nagrać możliwie najlepszy album. Być może w jakiś sposób to komplikuje cały proces, ale musisz pozostać przy tych sprawdzonych metodach. Weszliśmy do studia z założeniem nagrania najlepszego albumu w dyskografii Nickelback, na jaki obecnie nas stać. Czy czuliśmy jakąś presję? Odpowiedź brzmi "tak". Wprawdzie nikt nie dzwonił do studia - menedżment czy wytwórnia płytowa albo agent - i nie mówił: Chłopaki, lepiej nagrajcie coś tak dobrego, jak poprzednia płyta, bo inaczej będą kłopoty. Byłbym jednak nieszczery mówiąc, iż nie odczuwaliśmy żadnego napięcia. Kiedy nagrywasz, rywalizujesz z samym sobą. I to jest w porządku. Jednak w naszej sytuacji, kiedy poprzednia płyta sprzedała się w ponad dziewięciu milionach kopii na całym świecie, sami chcemy wiedzieć, jak daleko możemy teraz zajść. Jak jesteśmy dobrzy. (śmiech) Czy potrafimy wykonać dobrą robotę dwa razy z rzędu.

## Produkcja
Za produkcję albumu tym razem odpowiedzialny był frontman grupy Chad Kroeger, oraz Joe Moi, który współpracował z zespołem już podczas sesji nagraniowej do "Silver Side Up". Zespół zaprosił także do współpracy Randy'ego Stauba, który był odpowiedzialny za miks albumu, oraz George'a Marino, który odpowiedzialny był za mastering. Proces masteringu odbył się "Sterling Sound", natomiast miks w "The Warehouse Studios" w Vancouver.

## Brzmienie
Czwarty studyjny album kanadyjskiej grupy "The Long Road" to ukłon w stronę mocnych niemalże metalowych brzmień. Rozpiętość brzmieniowa utworów jest bardzo duża, poczynając od szybkiego i dynamicznego utrzymanego w stylistyce speed metalu "Flat on the Floor", poprzez ciężkie "Because of You", "Throw Yourself Away" (zespół spotkał się także z krytyką, za bardzo podobne intro tego utworu do kompozycji grupy Metallica "The Unnamed Feeling", z albumu "St. Anger" z 2003 roku) do lekko nawet bluesowego "Should've Listened" i "See You at the Show". Mimo takiej różnorodności, album jest bardzo dynamiczny i jednym z najcięższych w dorobku grupy.

## Wydanie, promocja, trasa koncertowa
Premiera krążka odbyła się 22 września w Europie oraz dzień później w Stanach Zjednoczonych. Początkowo krążek został wydany w wersji standardowej zawierającej 11 utworów. Album promowany był przez singel Someday. Zespół spotkał się z krytyką, za zbytnie podobieństwo do utworu "How You Remind Me" z 2001 roku. Mimo ciężkiego brzmienia, singlowe utwory z krążka, bardzo dobrze radziły sobie na listach przebojów. Utwór "Figured You Out" zajął pierwsze miejsce w końcoworocznym zestawieniu Billboard's Year-End Mainstream Rock Chart 2004, był także w tym samym roku na pierwszym miejscu zestawienia Radio & Records Rock and Active Rock, reszta singli zajmowała miejsca w czołowej dziesiątce zestawień Mainstream Rock Tracks czy Modern Rock Tracks. Zespół aktywne koncerty rozpoczął już tuż po wydaniu albumu. Podczas koncertu który się odbył 16 września 2003 roku w holenderskim miasteczku Bossum, zespół dał akustyczny minikoncert, który następnie ukazał się na minialbumie "MTV Unplugged".
Zespół w styczniu 2004 roku wyruszył w trasę koncertową "The Long Road Tour". Trasa liczyła łącznie 79 koncertów. Zespół w ramach trasy odwiedził Kanadę, Stany Zjednoczone, Niemcy, Wielką Brytanię, Holandię, Australię. 5 czerwca 2004 zespół wystąpił podczas przedostatniego dnia wielkiego festiwalu muzyki rockowej Rock am Ring na torze w Nürburgring. Grupa zaprezentowała bardzo mocny materiał, składający się łącznie z 11 utworów. Grupa wykonała także cover utworu Sad but True z repertuaru grupy Metallica. Wydawnictwo ukazało się na nieoficjalnym DVD.
Album ukazał się również w limitowanych edycjach. W Stanach Zjednoczonych oraz Wielkiej Brytanii, w formie bonusu znalazły się dodatkowo 3 utwory, "Saturday Night's Alright (For Fighting)", cover z repertuaru Eltona Johna nagrany wspólnie z Kid Rockiem oraz gitarzystą grupy Pantera Dimebagiem Darrellem, oraz dwa utwory nagrane podczas sesji do albumu "Silver Side Up", "Yanking Out My Heart", oraz "Learn the Hard Way". Ten pierwszy został wykorzystany na ścieżce dźwiękowej do filmu "Król Skorpion" z 2002 roku. Japońska edycja płyty zawierała nową wersję utworu "Slow Motion", oraz akustyczną wersję utworu "Someday". Podczas sesji zespół nagrał jeszcze także utwór "Love Will Keep Us Together" z repertuaru Neila Sedaki.

## Sukces
Krążek nie powtórzył już tak dużego sukcesu jak poprzedni. Zadebiutował w Stanach na 6 pozycji na liście Billboard 200. W Wielkiej Brytanii zaledwie po pięciu dniach od premiery, 27 września pokrył się złotem. Ostatecznie album w Stanach Zjednoczonych pokrył się Potrójną platyną, za sprzedaż 3,486,687 kopii, w Kanadzie album uzyskał status poczwórnej platyny za sprzedaż 400,000 kopii. W Australii krążek sprzedał się w ilości 210, 000 kopii, co pozwoliło na przyznanie mu statusu potrójnej platyny. W Wielkiej Brytanii sprzedano 300, 000 kopii albumu, w Niemczech album sprzedał się w nakładzie 200, 000 kopii i uzyskał status platynowej. W Austrii grupa sprzedała 15, 000 kopii albumu, co dało w rezultacie status złotej płyty, a w Nowej Zelandii 15, 000 kopii, co dało status platynowej.
Album w roku 2004 został nominowany do nagrody Grammy Awards w kategorii Best Rock Album. W tym samym roku dostał także dwie nominacje do kanadyjskiej nagrody Juno Awards w kategoriach "Album of the Year" oraz "Rock Album of the Year". Album The Long Road jest jedynym krążkiem grupy (nie licząc "Curb" oraz "The State"), który nie zdobył żadnej statuetki Juno Awards.
Album uzyskał status potrójnej platyny przyznanej przez RIAA w narcu 2005 roku. Do 28 stycznia 2009 roku zakupiono 3 470 373 kopie albumu. W marcu 2010 roku, według Canadian Recording Industry Association sprzedaż albumu w Stanach Zjednoczonych przekroczyła 500 tysięcy kopii, dzięki czemu album zyskał status pięciokrotnej platyny.

## Lista utworów
| Nr  |  | Tytuł                       | Tekst                            | Muzyka     | Długość |
| --- |  | --------------------------- | -------------------------------- | ---------- | ------- |
| 1.  |  | "Flat on the Floor"         | Chad Kroeger                     | Nickelback | 2:02    |
| 2.  |  | "Do This Anymore"           | Chad Kroeger                     | Nickelback | 4:03    |
| 3.  |  | "Someday"                   | Ch.Kroeger / R.Peake / M.Kroeger | Nickelback | 3:29    |
| 4.  |  | "Believe It or Not"         | Chad Kroeger                     | Nickelback | 4:07    |
| 5.  |  | "Feelin' Way Too Damn Good" | Chad Kroeger                     | Nickelback | 4:16    |
| 6.  |  | "Because of You"            | Chad Kroeger                     | Nickelback | 3:30    |
| 7.  |  | "Figured You Out"           | Chad Kroeger                     | Nickelback | 3:48    |
| 8.  |  | "Should've Listened"        | Chad Kroeger                     | Nickelback | 3:42    |
| 9.  |  | "Throw Yourself Away"       | Chad Kroeger                     | Nickelback | 3:55    |
| 10. |  | "Another Hole in the Head"  | Chad Kroeger                     | Nickelback | 3:35    |
| 11. |  | "See You at the Show"       | Chad Kroeger                     | Nickelback | 4:04    |
|     |  |                             |                                  |            |         |

### Utwór dodatkowy
| Nr  |  | Tytuł                        | Tekst       | Muzyka            | Długość |
| --- |  | ---------------------------- | ----------- | ----------------- | ------- |
| 12. |  | "Love Will Keep Us Together" | Neil Sedaka | Howard Greenfield | 2:26    |
|     |  |                              |             |                   |         |

### USA, UK - utwory dodatkowe
| Nr  |  | Tytuł                                                                      | Tekst        | Muzyka        | Długość |
| --- |  | -------------------------------------------------------------------------- | ------------ | ------------- | ------- |
| 12. |  | "Saturday Night's Alright (For Fighting)" feat. Kid Rock & Dimebag Darrell | Elton John   | Bernie Taupin | 3:43    |
| 13. |  | "Yanking Out My Heart"                                                     | Chad Kroeger | Nickelback    | 3:35    |
| 14. |  | "Learn the Hard Way"                                                       | Chad Kroeger | Nickelback    | 2:54    |
|     |  |                                                                            |              |               |         |

### JPN - utwory dodatkowe
| Nr  |  | Tytuł                | Tekst        | Muzyka     | Długość |
| --- |  | -------------------- | ------------ | ---------- | ------- |
| 12. |  | "Someday" (Acoustic) | Chad Kroeger | Nickelback | 3:27    |
| 13. |  | "Slow Motion"        | Chad Kroeger | Nickelback | 3:32    |
|     |  |                      |              |            |         |

## Utwory bonusowe
- "Love Will Keep Us Together" - cover grupy Captain & Tennille, wydany na albumie o tym samym tytule w roku 1975. Zespół nagrał jego nową wersję w roku 2001 dla "Breakfast Show Musical Challenge" pod okiem Andrew Denton'a dla australijskich rozgłośni radiowych. W 2003 roku trafił na limitowaną edycję albumu "The Long Road".

- "Saturday Night's Alright (For Fighting)" - cover Eltona Johna, w oryginale wydany na albumie "Goodbye Yellow Brick Road" w roku 1973. W roku 2002, Chad Kroeger, Dimebag Darrell, oraz Kid Rock przygotowali nową wersję tego utworu. Na pomysł nagrania tego utworu wpadł Kroeger. Współpraca podczas nagrywania utworu miała jedynie charakter wirtualny. Muzycy w ogóle nie spotkali się w studio, jedynie wymieniali się plikami muzycznymi za pośrednictwem poczty elektronicznej[11].

- "Yanking Out My Heart" - utwór nagrany podczas sesji do albumu "Silver Side Up" w roku 2001. W 2002 roku znalazł się w formie bonusu na płycie kompilacyjnej "Three Sided Coin". W tym samym roku został również użyty na soundtracku do filmu "Król Skorpion". Poza tym trafił na strony B singli "How You Remind Me", oraz "Too Bad".

- "Learn the Hard Way" - utwór nagrany podczas sesji do albumu "Silver Side Up" w roku 2001. W roku 2002 znalazł się na stronie B singla "Too Bad". W tym samym roku trafił także na ścieżkę dźwiękową do filmu "Daredevil".

- "Slow Motion" - utwór został nagrany podczas sesji nagraniowej do albumu "The Long Road" w 2003 roku. Nie znalazł się na płycie. Został wykorzystany na stronie B singla "Someday". Trafił także na ścieżkę dźwiękową do filmu "The Punisher w 2004 roku.

## Twórcy
Nickelback
- Chad Kroeger – śpiew, gitara rytmiczna, produkcja
- Ryan Peake – gitara prowadząca, wokal wspierający
- Mike Kroeger – gitara basowa
- Ryan Vikedal – perkusja

Muzycy sesyjni
- Kid Rock - utwór "Saturday Night's Alright (For Fighting)"
- Dimebag Darrell - gitara elektryczna - utwór "Saturday Night's Alright (For Fighting)"
- Corinne Youchezin - głos damski - utwór "Feelin' Way Too Damn Good"

Produkcja
- Nagrywany: Kwiecień - Sierpień 2003 w studiu "Green House" (Burnaby) oraz w "Mountain View Studios" (Abbotsford) w Vancouver
- Producent muzyczny: Chad Kroeger, Joe Moi
- Miks płyty: Randy Staub w "The Warehouse Studios" w Vancouver
- Asystent inżyniera dźwięku: Zach Blackstone
- Asystent Stauba: Alex Aligizakis
- Mastering: George Marino w "Sterling Sound"
- Koordynator prac albumu: Kevin “Chief” Zaruk
- Aranżacja: Chad Kroeger, Ryan Peake, Mike Kroeger, Ryan Vikedal, Elton John
- Teksty piosenek: Chad Kroeger
- Zdjęcia w studiu: Andre Pinces
- Zdjęcia: Daniel Moss
- Projekt okładki na podstawie obrazu Dave'a Edwardsa : Morning Breath, Inc.
- Management: Bryan Coleman z Union Entertainment Group
- Pomysł okładki: Nickelback
- Wytwórnia: Roadrunner, EMI

## Pozycje[12]
| Lista (2003/2004)        | Najwyższa pozycja |
| ------------------------ | ----------------- |
| Canadian Albums Chart    | 1                 |
| Australian Albums Chart  | 4                 |
| Austria Albums Chart     | 4                 |
| Danish Albums Chart      | 16                |
| Swedisch Albums Chart    | 27                |
| French Albums Chart      | 39                |
| Irish Albums Chart       | 11                |
| Italian Albums Chart     | 11                |
| Norwegian Albums Chart   | 38                |
| New Zealand Albums Chart | 3                 |
| Swiss Albums Chart       | 4                 |
| US Billboard 200         | 6                 |
| Portugal Albums Chart    | 29                |
| Belgium Albums Chart     | 29                |
| Nederlands Albums Chart  | 11                |

### Certyfikacje
- Stany Zjednoczone: 3 486 687 kopii (3 × platyna)
- Kanada: 400 000 kopii (4 × platyna)
- Australia: 210 000 kopii (3 × platyna)
- Wielka Brytania: 300 000 kopii (platyna)
- Niemcy: 200 000 kopii (platyna)
- Austria: 15 000 kopii (złoto)
- Nowa Zelandia: 15 000 kopii (platyna)